# 샘슨급 구축함

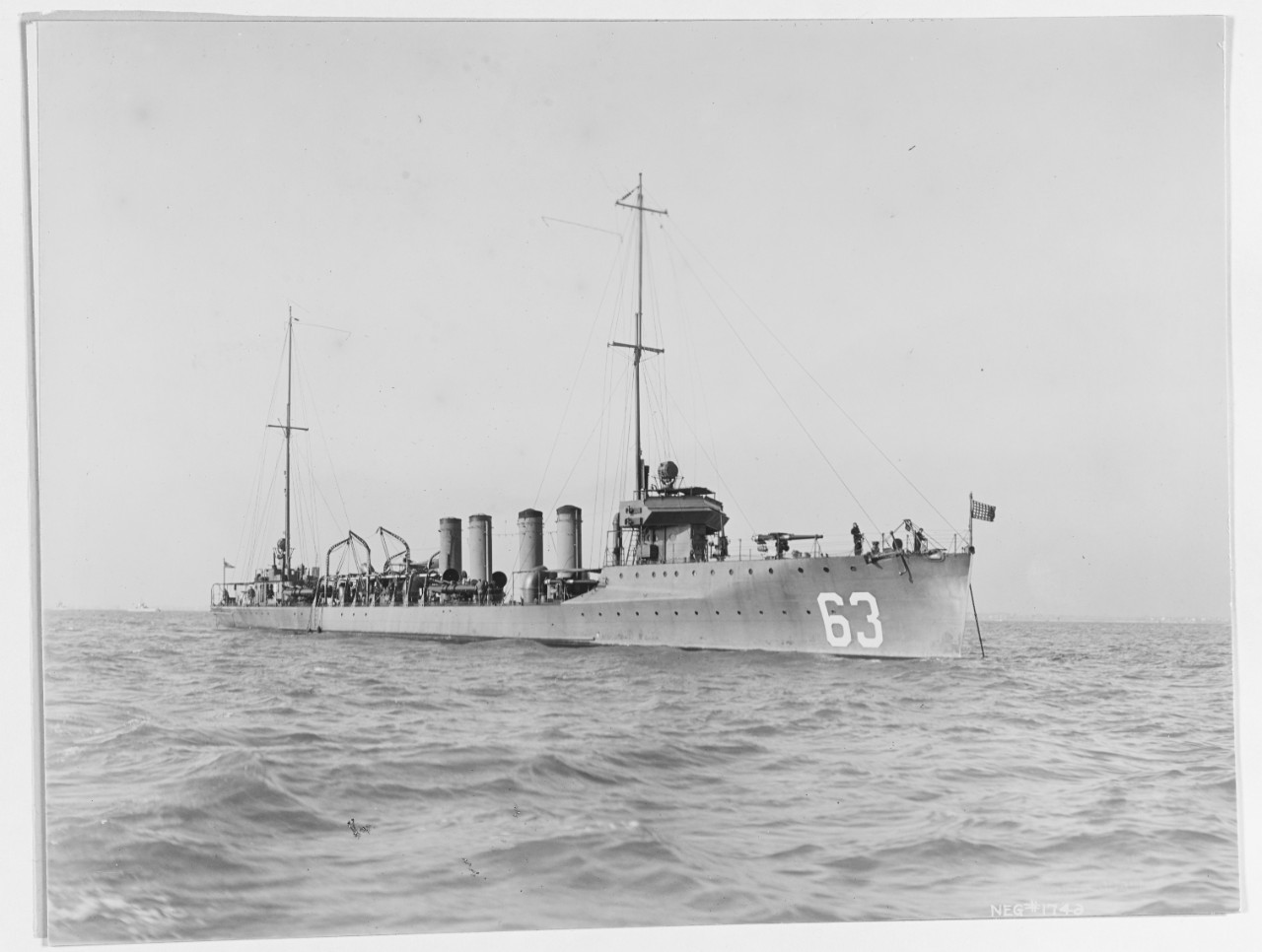
샘슨급 구축함

샘슨급 구축함(Sampson-class destroyer)은 제1차 세계 대전 당시 미국 해군에서 활동한 함선급이다. 1916년과 1917년에 취역한 이 구축함은 오브라이언급과 터커급의 개량형으로 21인치(533mm) 어뢰발사관 수가 증가했다. 4개의 트윈 마운트에서 4개의 트리플 마운트로. 샘슨급 구축함은 26척의 "천톤급" 구축함 중 마지막 6척이었다. 이 배들은 "천톤"(thousand tonner) 구축함 중에서 가장 크고 가장 중무장했으며, 이후의 "플러시 데크" 등급은 주로 선체 설계와 엔지니어링 공장에서 차이를 보였다.

## 참고
- Friedman, Norman (2004). 《US Destroyers: An Illustrated Design History》 Revis판. Annapolis: Naval Institute Press. ISBN 1-55750-442-3.
- 《Jane's Fighting Ships of World War I》. London: Random House Group, Ltd. 2001. 147쪽. ISBN 1-85170-378-0.
- Silverstone, Paul H., U.S. Warships of World War I (Ian Allan, 1970), ISBN 0-71100-095-6.
- Silverstone, Paul H., U.S. Warships of World War II (Ian Allan, 1965), ISBN 0-87021-773-9.
- Gardiner, Robert, Conway's All the World's Fighting Ships 1906-1921, London: Conway Maritime Press, 1985. ISBN 0-85177-245-5.
- Gardiner, Robert and Chesneau, Roger, Conway's All the World's Fighting Ships 1922-1946, London: Conway Maritime Press, 1980. ISBN 0-83170-303-2.
- 이 문서는 퍼블릭 도메인 Dictionary of American Naval Fighting Ships의 문구를 포함합니다.